# لولا كيرك
لولا كيرك (بالإنجليزية: Lola Kirke)‏ (و. 1990  م) هي ممثلة أفلام، وممثلة تلفزيونية، وممثلة مسرحية أمريكية، ولدت في لندن.

## التعليم
تعلمت في كلية بارد.

## وصلات خارجية
- لولا كيرك على موقع IMDb (الإنجليزية)
- لولا كيرك على موقع ألو سيني (الفرنسية)
- لولا كيرك على موقع ميوزك برينز (الإنجليزية)
- لولا كيرك على موقع أول موفي (الإنجليزية)
- لولا كيرك على موقع قاعدة بيانات الفيلم (الإنجليزية)
- لولا كيرك على موقع كينوبويسك (الروسية)